# ۱۲۴۵ (میلادی)
۱۲۴۵ (میلادی) هزار و دویست و چهل و پنجمین سال تقویم میلادی است.

## زادگان
- ۳ آوریل – فیلیپ سوم، سیاست‌مدار فرانسوی (د. ۱۲۸۵)